# Platamops binotatus
Platamops binotatus es una especie de coleóptero de la familia Salpingidae.

## Distribución geográfica
Habita en América  tropical.